# Kunsthofpassage

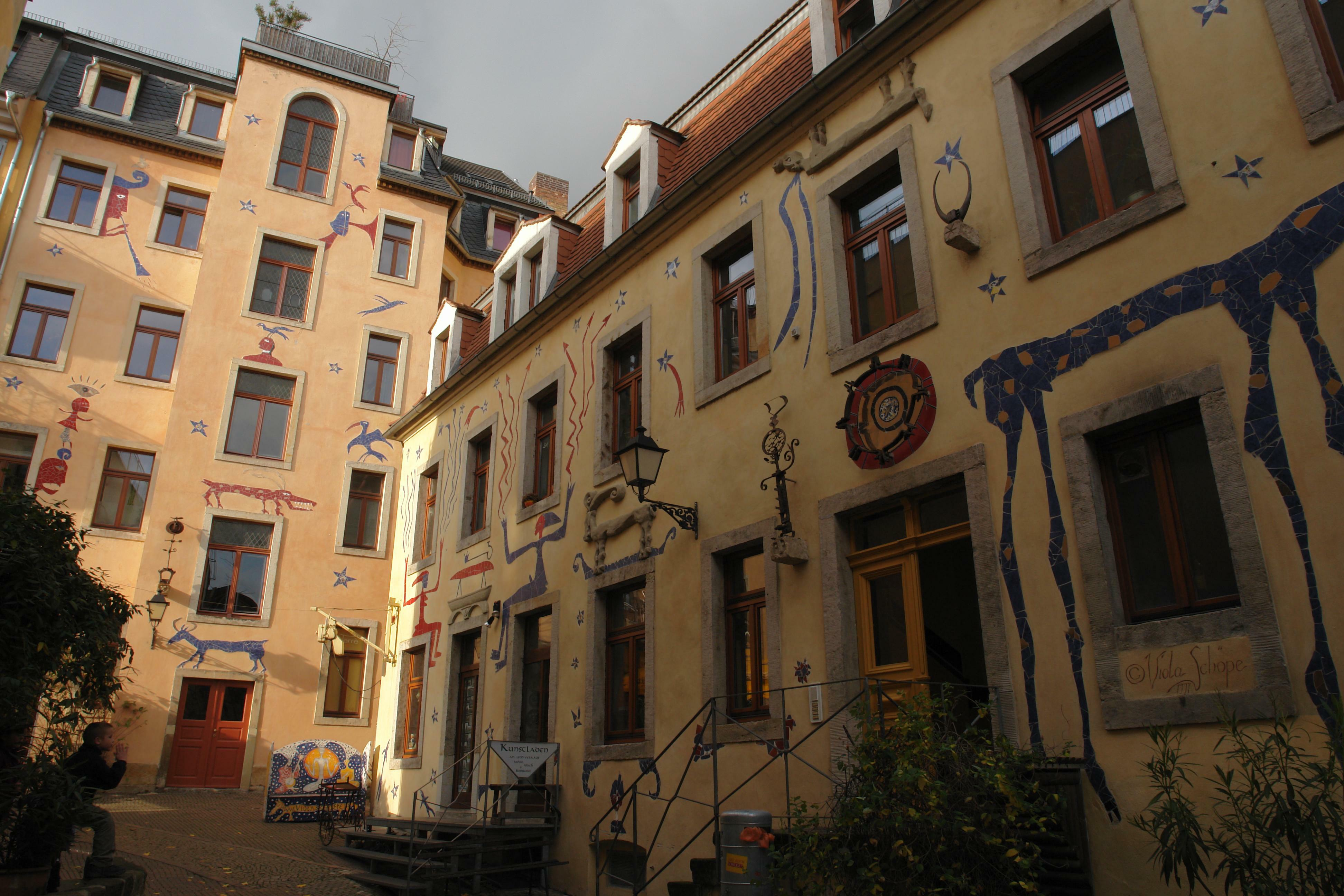
Hof der Fabelwesen

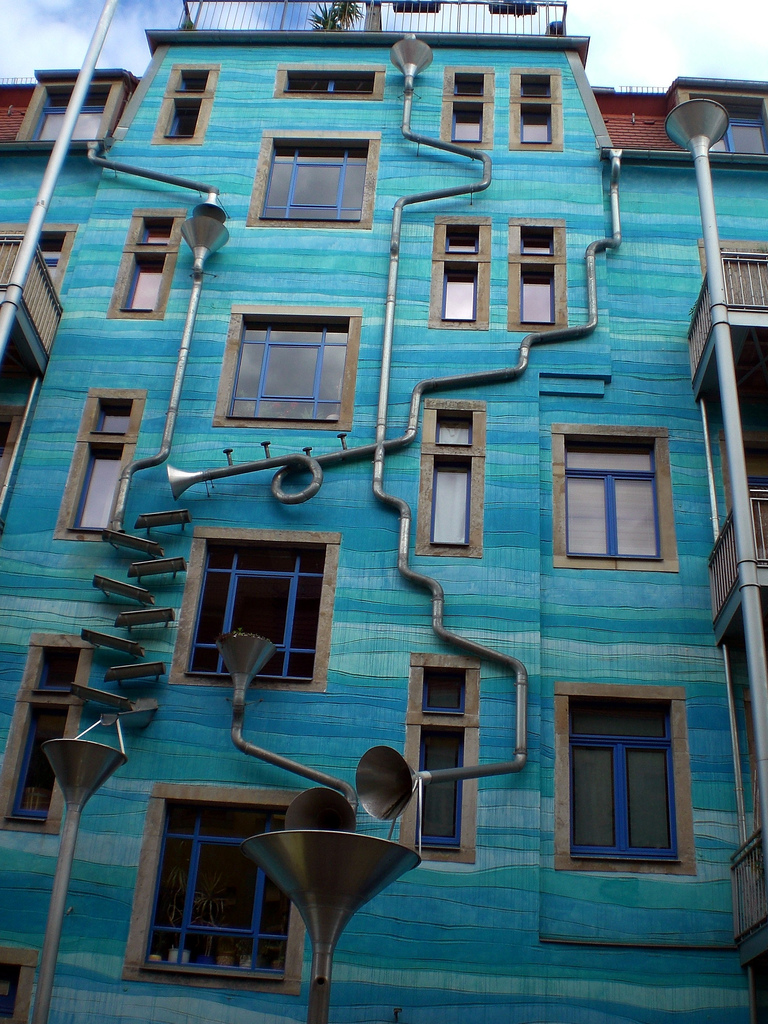
Hof der Elemente

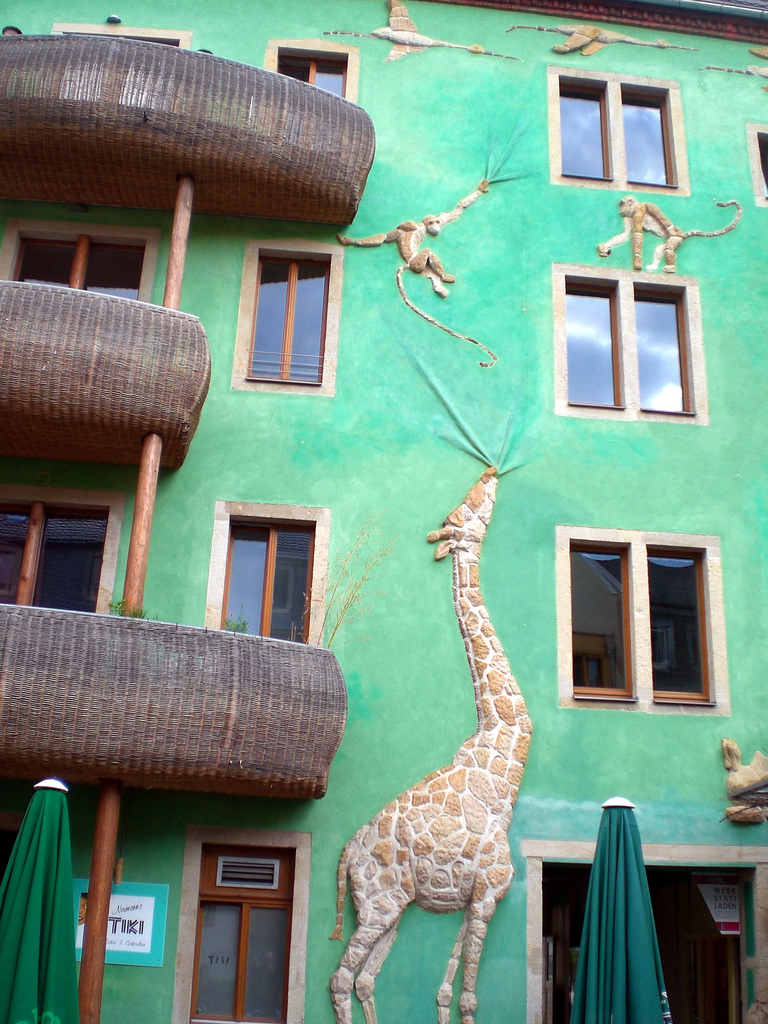
Hof der Tiere

Die Kunsthofpassage ist eine Passage, bestehend aus fünf einzelnen Höfen, in der Äußeren Neustadt in Dresden, beginnend im Haus Görlitzer Straße 25, und die bis zur Alaunstraße 70 reicht. Dieser wurde nach Plänen der Architekten MüllerMüller, Knerer und Lang, Heike Böttcher und Meyer Bassin (alle Dresden) gestaltet und 2001 fertiggestellt. Bauherr ist die Ginkgo Projektentwicklung GmbH. Als Künstler waren Viola Schöpe, Annette Paul, André Tempel, Christoph Roßner, Arendt Zwicker und die Steinbildhauer Sandner und Matz für die Gestaltung der Außenfassaden mit verantwortlich.

## Beschreibung
Die Kunsthofpassage besteht aus einem Komplex fünf kleinerer Höfe. Jeder Hof hat in Kombination von Kunst und Architektur ein eigenes Gestaltungsthema und einen eigenen Namen.

### Hof der Elemente
Der Hof der Elemente besteht aus einer blaufarbenen Fassade mit Regenrohren (Element Wasser) und einer gelben Fassade mit Alublechen (Element Licht) an der Westseite des Hofes. Geschaffen wurde die Gestaltung von den Künstlern Annette Paul, Christoph Roßner und André Tempel, die sich dabei in St. Petersburg „von der bizarren Architektur der Fallrohre“ inspirieren ließen.

### Hof des Lichts
Für die künstlerische Gestaltung des „Hof des Lichts“ 1998 wurde zuvor ein nationaler Wettbewerb ausgeschrieben, wobei die Entwürfe im Gebäude des ehemaligen „VEB Landmaschinenbau“ betrachtet werden konnten. Per Abstimmung wurden die Sieger auserkoren. „Zwei Stegbühnen und mehrere Projektionsflächen ermöglichen Multi-Media-Performances und Action-Theater. Zudem wird der Hof durch Metallspiegel beleuchtet, die je nach Sonnenstand vielfältige farbige Reflexionen erzeugen.“ (Beschrieb auf der Website)

### Hof der Tiere
Die Fassade im „Hof der Tiere“ ist in grüner Farbe gehalten geschmückt von Tierreliefs. Der Hof der Tiere ist das Zuhause von Giraffe, Affen und Kranich. Über die gesamte Hauswand springt die Affenherde über dem Kopf einer riesigen Giraffe von Fenster zu Fenster. Die Balkone bestehen aus Weidengeflecht. Am Brunnen haben sich so manche kleine Tiere versteckt.

### Hof der Fabelwesen
Die Künstlerin Viola Schöpe hat im „Hof der Fabelwesen“ die Wände in einer Kombination aus Sgraffito und Mosaik mit Fabelwesen gestaltet. Auf der südlichen Fassade ist der Fluss des Lebens symbolisch dargestellt: „Er zeigt das Miteinander Leben und die Absicht, die Dinge mit einer guten Schwingung zu beleben“, wird auf der Website die Idee beschrieben. Die nördliche Fassade führt ins Astralreich der höheren Energien, kosmische Elemente, Sterne, Kometen und der Liebe als das alles durchdringende Element, das das Universum zusammenhält. „Viola Schöpe, die Künstlerin des Hofes möchte ihre Kunstwerke selbst sprechen und den Betrachter verwandeln lassen. Ihre Figuren besitzen meist eine doppelte Geschichte: eine mythologische und eine materielle“, heißt es dazu auf der Website. Schöpe gestaltete 900 m² Wandfläche mit unterschiedlichen Ornamentfliesen. Viele Ornamentfliesen kommen aus portugiesischen Manufakturen, während die roten und blauen Fliesen aus Italien und die goldenen Fliesen aus Meißen kommen.

### Hof der Metamorphosen
Der Hof ist von der „harmonisierenden Ästhetik durch kontrastintensive Gegensätzlichkeit“ geprägt. Der Künstler Arend Zwicker hat zusammen mit der Metallwerkstatt Karlheinz Löffler zwei 15 Meter hohe Stelen angefertigt und diese in sechs Meter hohe Teilstücke geschnitten und an der Hausfassade angebracht, die die Fassade an einem einzigen Punkt kurz berühren. Die Stelen bestehen aus einem verzinkten Stahlskelett, ummantelt mit Cortenstahlblech. Corten ermöglicht eine Rostschicht an der Oberfläche, die eine weitere Korrosion jedoch verhindert. Zu vergleichen ist das mit dem Grünspan bei Kupfer. In der gekrümmten Oberfläche befinden sich Glasfaserbündel, die abends erleuchtet werden. Dadurch werden die Stelen zu Lampen. Ein Seilsystem für Rankpflanzen wurde zusätzlich an den leuchtenden Stelen angebracht. Zwicker wählte außerdem 24 verschiedene Papiere aus. Diese tauchte er je zur Hälfte in Leinöl und hängte diese in kleinen Metallrahmen an die Fassade. So ist die ständige Veränderung des Papiers im Laufe der Zeit zu beobachten.